# Albertus-Magnus-Gymnasium Bensberg
Das Albertus-Magnus-Gymnasium Bensberg (AMG) hat seinen Sitz im Stadtteil Kaule von Bergisch Gladbach.

## Geschichte

### Die private höhere Knabenschule
Leopold Graf von Spee setzte sich seit 1856, dem Beginn seiner Tätigkeit als Pfarrer in Bensberg, für die Einrichtung einer katholischen privaten höheren Knabenschule ein. Im allgemeinen Sprachgebrauch nannte man sie die höhere Schule. Seit Oktober 1858 begann man mit zwei Klassen, die zunächst mit Privatunterricht geführt wurden, weil man noch auf eine staatliche Konzession warten musste. Zunächst hatte man Schulräume an der Wipperfürther Straße 4 angemietet, wechselte aber schon 1862 in das alte Schloss. Als dort ein Krankenhaus eingerichtet wurde, zog man 1867 in das Haus Weier in der Nähe der katholischen Kirche. Der Kulturkampf löste mit den Maigesetzen von 1873 im damaligen Preußen heftige Unruhen aus, weil zwei an der Schule unterrichtende katholische Priester von der Kanzel die Staatsgesetze kritisierten und damit als regierungsfeindlich galten. Am 11. August 1876 trat der Rektor der Schule zurück und verrichtete nur noch Dienst in der Bensberger Pfarrkirche. Weil sich kein Nachfolger fand, ging die Schule ein.

### Die höhere Knabenschule von  1903
Seit 1886 liefen durch die Gründung eines Kuratoriums Bestrebungen zum Zweck der Errichtung einer höheren Gemeindeschule. Sie hatten aber keinen Erfolg. Im November 1901 unternahm der Bensberger Bürgermeister Karl Rausch eine erneute Initiative, die 1902 zum Durchbruch führte. Im Gasthaus Gieraths gründete sich ein Ausschuss, der die Einrichtung einer neuen höheren Schule betreiben sollte. Eine Werbeanzeige lautete:

„Schüler für Sexta und Quinta finden Aufnahme, Beaufsichtigung und event. Nachhilfe bei dem geistlichen Rektor der höheren Knabenschule zu Bensberg bei Köln, in bevorzugter klimatischer herrlicher Lage. Näheres durch den Vorsitzenden des Kuratoriums Notar Dr. Schmitz, Bensberg und den Schul-Direktor Schiffer“

Zu Ostern 1903 wurde die Schule mit zwei Klassen auf der Bensberger Hauptstraße 1 begonnen. Bald schon meldeten sich auch Stimmen, eine höhere Mädchenschule zusätzlich einzurichten. Sodann reichte der Platz nicht mehr aus, um alle neu eingerichteten Klassen unterzubringen, so dass man den Bau eines neuen Schulgebäudes plante, das zu Ostern 1907 fertiggestellt und bezogen wurde.  Nur der Außenputz fehlte noch.

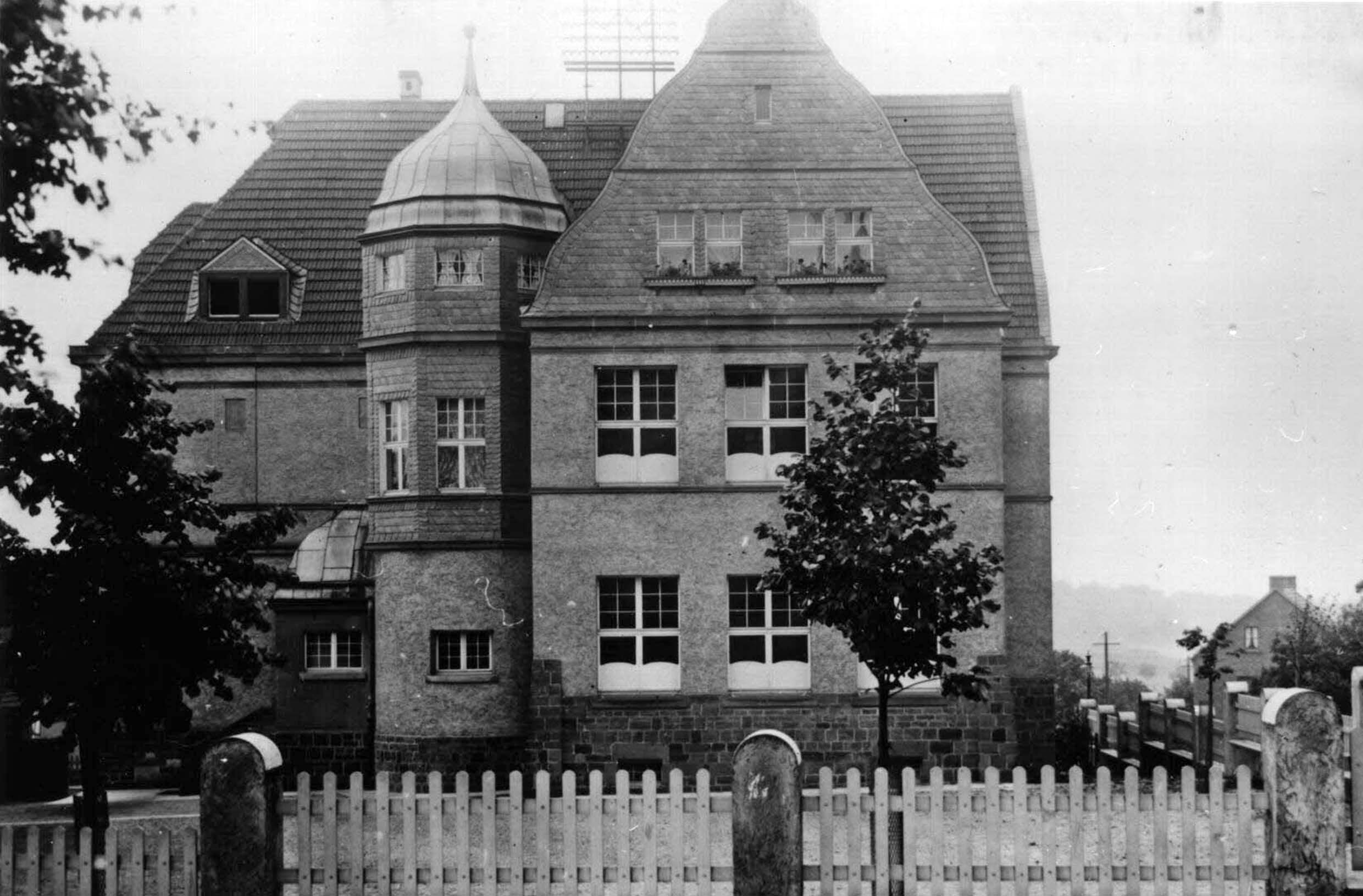
Das fertiggestellte Progymnasium Bensberg nach 1907

### Vom Progymnasium zur Vollanstalt
Nach dem Ersten Weltkrieg fusionierten die beiden vorher getrennten Schulen für Jungen und Mädchen miteinander. In den dreißiger Jahren erhielt die Schule den Namen Höhere Gemeindeschule Bensberg bei Köln. Seit dem 7. September 1944 ruhte der Schulbetrieb. Er wurde am 3. Januar 1946 wieder aufgenommen. Jetzt nannte sich die Schule Progymnasium Bensberg. Ab 1956 plante man den Ausbau des Progymnasiums zu einer Vollanstalt. Die Genehmigung zum stufenweisen Ausbau wurde am 25. März 1958 durch den Kultusminister erteilt. Zunächst dienten vier Räume in einer Schulbaracke für weiteren Platz zur Unterrichtung. Am 8. Oktober 1960 kam es zur Grundsteinlegung für ein neues Schulgebäude auf der Kaule. Der erste Abiturabschluss war in Bensberg 1961. Das neue Gebäude des Albertus-Magnus-Gymnasiums, entworfen von Bruno Lambart, wurde am 30. Oktober 1962 eingeweiht.
Das abgebildete Schulgebäude steht nach wie vor in der Schloßstraße 84 in Bensberg. Es beherbergt heute den PROgymnasium Bensberg e.V. als Bürgerhaus, Behinderten- und Generationentreff.

## Arbeitsgemeinschaften
Den Schülern stehen mehrere Arbeitsgemeinschaften zur Auswahl.
Hierbei besonders hervorzuheben sind die Sprach-AGs die zum Cambridge-Zertifikat beziehungsweise zum DELF-Zertifikat führen.
Die Theater-AG des Albertus-Magnus-Gymnasium ist bekannt für die Umsetzung großer Theater Projekte wie Goethes Faust, Antigone oder die Dreigroschenoper.

## Mensa
Im Zuge der Umstellung auf das Abitur nach Klasse 12 und der daraus resultierenden Einführung der Langtage für die Schüler, wurde eine Mensa benötigt. Diese ist nun seit dem Schuljahr 2011/2012 eröffnet und bietet den Schülern täglich drei verschiedene warme Gerichte.

## Partnerschulen
Das AMG hat Partnerschulen, bzw. unternimmt Austauschfahren in verschiedene Länder:
- Notre-Dame de Bellevue (Belgien)
- Mascalls School (England – Austauschfahrt in der 9./10. Jahrgangsstufe)
- Pärnu Koidula Gümnaasium (Estland)
- Kiteen Lukio (Finnland – Austauschfahrt in der 9./10. Jahrgangsstufe)
- Collège „Les Fontanilles“ und „Lycée Jean Rostand“ (Frankreich)
- St. Brendan’s College (Irland)
- Mikve Agricultural School (Israel – Austauschfahrt in der 11. Jahrgangsstufe)
- Liceo Classico Statale (Italien)
- Rygiskiu-Jonas-Gymnasium (Litauen – Austauschfahrt in der 9./10. Jahrgangsstufe)
- Penta College CSG (Niederlande – Austauschfahrt in der 9./10. Jahrgangsstufe)
- Zespol Szkol (Polen)
- Mörbyskolan und Djursholms Samskola (Schweden – eine von beiden gehört zum Austauschprogramm der 9. Jahrgangsstufe)
- Regional High School (Amherst, USA-Austauschprogramm der 10. Jahrgangsstufe)
- Fuente de la Peña (Jaén, Spanien)
- Colégio Suiço Brasileiro – Schweizerschule Curitiba (Brasilien, Curitiba)

## Bekannte Ehemalige

### Progymnasium
- Herbert Stahl (* 1936), Volkskundler, Besuch des Progymnasiums 1948–1954

### Albertus-Magnus-Gymnasium
- Walter Schneeloch (* 1947), Sportfunktionär, Abiturjahrgang 1966 (Herbst).
- Hans Wilhelm Schlegel (* 1951), Astronaut, 1962–1965, dann Hansa-Gymnasium Köln.
- Wolf-Dieter Poschmann (1951–2021), ZDF-Sport-Moderator, Abiturjahrgang 1970.
- Marie-Luise Heuser (* 1954), Philosophin, 1970–1972, dann Bodelschwingh-Gymnasium Herchen/Sieg.
- Wolfgang Kirsch (* 1955), Vorstandsvorsitzender der DZ Bank, Abiturjahrgang 1973.
- Thomas Breustedt (* 1959), Staatssekretär und Regierungssprecher der NRW-Landesregierung seit 2010, Abiturjahrgang 1979.
- Ursula Heller geb. Saurbier (* 1961), Journalistin und Fernsehmoderatorin, Abiturjahrgang 1980.
- Jürgen Trimborn (1971–2012), Schriftsteller, Abiturjahrgang 1990.
- Frank Holzke (* 1971),  Schachspieler und Jurist, Abiturjahrgang 1990.
- Markus Feldenkirchen (* 1975), Spiegel-Journalist und Schriftsteller („Was zusammengehört“), Abiturjahrgang 1995.[8]
- Corry Berger (* 1982), Basketballnationalspielerin, Abiturjahrgang 2001.